# Friedrich Witt

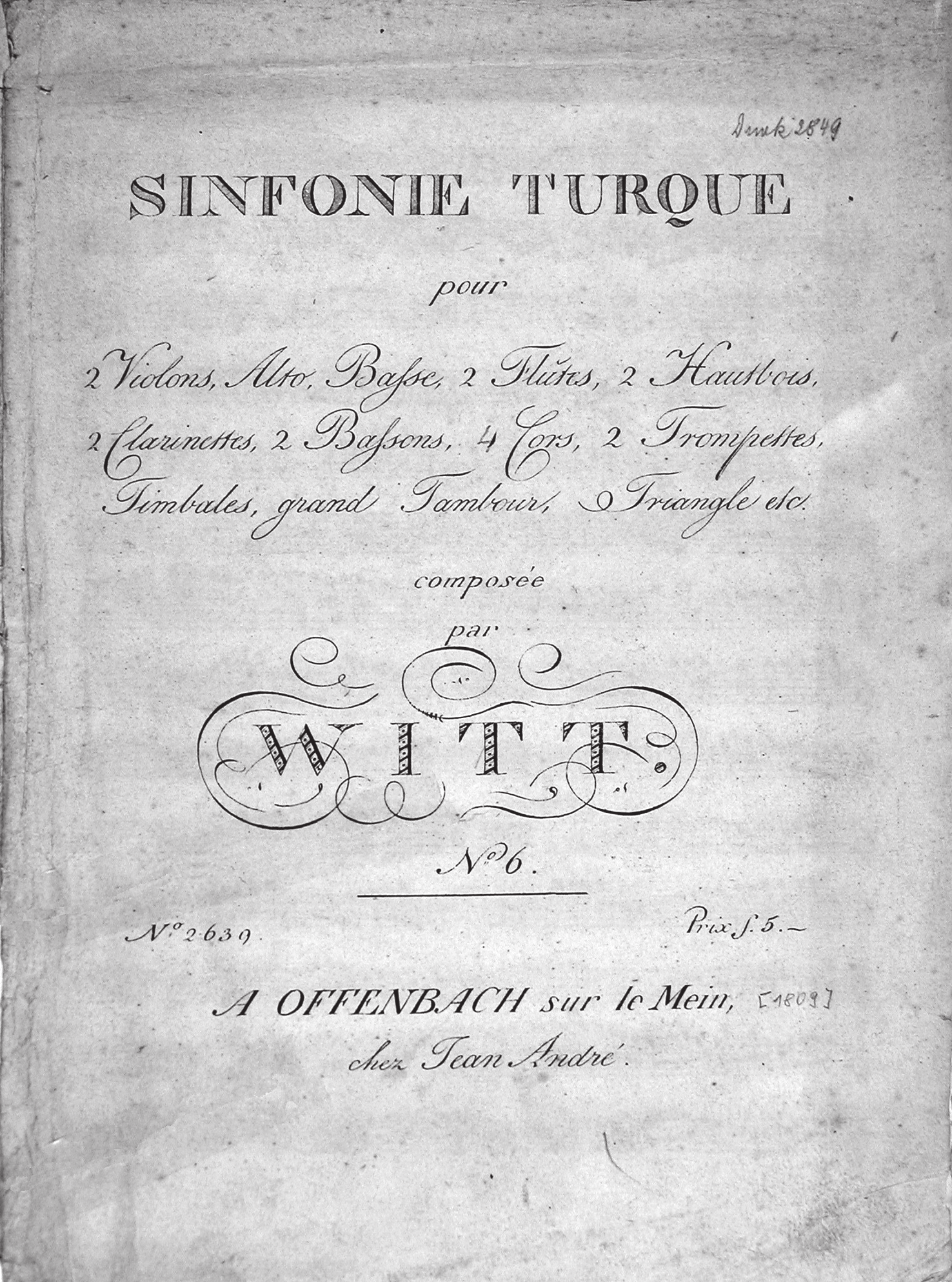
Simfonia Turca de Friedrich Witt

Friedrich Witt (Niederstetten, Baden-Württemberg, 8 de novembre de 1770 - Würzburg, 3 de gener de 1836) fou un compositor alemany.
Des d'infant es dedicà a l'estudi de la música i als dinou anys era primer violí de la Capella del príncep d'Oetingen, ocupant des del 1802 fins a la seva mort, successivament, els càrrecs de mestre de capella de la cort del príncep-bisbe de Würzburg, després de la cort ducal, i a la supressió del ducat el de director de música de la ciutat.

## Obres
- Palma, (òpera),
- Das Fischerweib, (òpera),
- Der leidenden Heiland, (oratori)
- Die Auferstehung Jesu, (oratori (música)|oratori)
- nombroses Misses,
- Simfonies,
- Cantates,
- un Quintet per a piano i instruments de vent i d'arc,
- un Concert, per a flauta, i d'altres obres.